# Stenauchenia braunsi
Stenauchenia braunsi är en mångfotingart som beskrevs av Carl Graf Attems 1901. Stenauchenia braunsi ingår i släktet Stenauchenia och familjen Dalodesmidae. Inga underarter finns listade i Catalogue of Life.